# Saint-Christophe (cantant)
Saint-Christophe  (fou una cantant francesa del segle XVII)
Prengué part en les representacions que es donaven en la cort de França durant la meitat d'aquell segle, i en aquesta cort va adquirir gran reputació. Al fundar Lully la Reial Acadèmia de Música sol·licità el concurs de la Christophe; aquesta debutà amb Thésée el 1675 en l'Òpera, i continuà en aquesta teatre continuà actuant fins al 1682, en què es retirà de l'escena.
En els últims anys de la seva vida es va fer religiosa.